# Tres deseos
Tres deseos (Three Wishes) es una película estadounidense de 1995 dirigida por Martha Coolidge. Está protagonizada por Patrick Swayze, Mary Elizabeth Mastrantonio, Joseph Mazzello, Seth Mumy, David Marshall Grant, Jay O. Sanders y Michael O'Keefe. Distribuida por Savoy Pictures, la película se estrenó el 27 de octubre de 1995 en Estados Unidos.

## Sinopsis
California, 1955. Jane Holman (Mary Elizabeth Mastrantonio), una joven viuda que viaja en coche con sus dos hijos, Tom (Joseph Mazzello) y Gunny (Seth Mumy), atropella a Jack McCloud (Patrick Swayze), un misterioso vagabundo, que se fractura una pierna. Decide entonces alojarlo en su casa, y pronto la familia empieza a cogerle cariño. Cuando empieza a enseñarle béisbol a Tom, que ha perdido a su padre en la Guerra de Corea, nace entre ellos una fuerte amistad. 

## Reparto
- Patrick Swayze – Jack McCloud
- Mary Elizabeth Mastrantonio – Jeanne Holman
- Joseph Mazzello – Tom Holman
- Seth Mumy – Gunther “Gunny” Holman
- David Marshall Grant – Phil
- Jay O. Sanders – Entrenador Schramka
- Michael O'Keefe – Tom Adulto

- Datos: Q3998104